# Epigeneze (geologie)

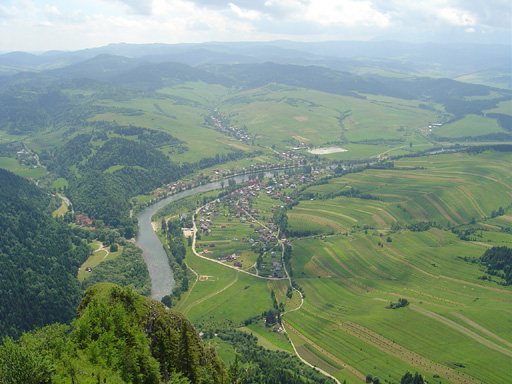
Dunajec tekoucí na obrázku zprava doleva vstupuje do svého průlomu přes Pieniny poblíž obce Červený Kláštor

Epigeneze (z řečtiny) je v geomorfologii a geologii proces, při kterém se řeka po prořezání méně odolných hornin v původním směru toku zařezává i do odolnějších hornin a vytváří průlomové údolí. Extrémním příkladem je údolí řeky Brahmaputra v Indii, tekoucí z Tibetské náhorní planiny do Indického oceánu již před vznikem Himálaje (asi 60 milionů let). Jelikož se horstvo zvedalo pomalu, řeka si postupným zařezávání zachovala původní směr. Tomuto druhu epigeneze se říká antecedence. Na Slovensku je příkladem průlom Váhu u Strečna (Domašínsky meandr), nebo průlom Dunaje v Devínské bráně.